# Shinigami-kun
Shinigami-kun (死神 く ん) è un dorama stagionale televisivo giapponese del 2014 basato sull'omonimo manga creato da Koichi Endo. Lo sceneggiatore è Hiroshi Hashimoto, noto già per aver scritto la storia di Thermae Romae II (2014) e di Flying Colours ((ビリギャル Biri Gyaru, Biri Gal, 2015). 
Satoshi Ōno, che è uno dei membro del gruppo di idol degli Arashi ha interpretato il ruolo principale. Anche Mirei Kiritani vi è apparsa in un ruolo di supporto. La serie televisiva ha ricevuto un punteggio di rating pari al 9,7% in media.

## Trama
Shinigami-kun, noto anche come "Shinigami-kun # 413", è un novello spirito dell'oltretomba a cui viene affidato il compito di informare le persone della loro morte imminente e quindi di portare le loro anime al cospetto dello "spirito del mondo". Egli solitamente appare con la sua frase distintiva: "Congratulazioni, sono qui per chiamarti" 
Tuttavia, poiché è un esordiente "falciatore", ha la tendenza ad assumere decisioni estremamente favorevoli nei riguardi del soggetto umano preso in considerazione, infrangendo in tal modo la regola del suo mondo con la conseguenza di ricevere assidui rimproveri dal diretto superiore.

## Sigla
- Tema musicale: Dare mo Shiranai degli Arashi